# Merionoeda baliana
Merionoeda baliana es una especie de insecto coleóptero de la familia Cerambycidae. Estos longicornios son endémicos de la isla de Bali (Indonesia).
Mide entre 6,5 y 9 mm, estando activos los adultos entre octubre y diciembre.